# 12609 Apollodoros
(12609) Apollodore, internationalement (12609) Apollodoros, este un asteroid din centura principală de asteroizi.

## Descriere
12609 Apollodoros este un asteroid din centura principală de asteroizi. A fost descoperit pe 24 septembrie 1960 la Observatorul Palomar de Cornelis Johannes van Houten, Ingrid van Houten-Groeneveld și Tom Gehrels. Asteroidul prezintă o orbită caracterizată de o semiaxă mare de 3,12 ua, o excentricitate de 0,18 și o înclinație de 0,9° în raport cu ecliptica.